# The Korean Connection
Pour plus de détails, voir Fiche technique et Distribution.
The Korean Connection (돌아온 외다리) est un film sud-coréen réalisé par Lee Doo-yong, sorti en 1974.

## Fiche technique
- Titre original : 돌아온 외다리
- Réalisation : Lee Doo-yong
- Scénario :
- Musique :
- Société de production :
- Pays d'origine :  Corée du Sud
- Langue originale : coréen
- Genre : action
- Durée : 88 minutes
- Date de sortie : 1974

## Distribution
- Charles Han Yong Cheol : Tiger
- Kwan Young Moon : Kim Sung
- Bae Su Cheon : Yamamoto
- Jeong Ae-Jeong : Hyang Souk